# Marjorie Sherman Women's Circuit
Il Marjorie Sherman Women's Circuit è un torneo professionistico di tennis giocato su campi in cemento. Fa parte dell'ITF Women's Circuit. Si gioca annualmente a Ra'anana in Israele.

## Albo d'oro

### Singolare
| Anno     | Campionessa         | Finalista         | Punteggio             |
| -------- | ------------------- | ----------------- | --------------------- |
| 2011     | Valeria Patiuk      | Keren Shlomo      | 6-4, 2-6, 6-1         |
| 2012     | Ofri Lankri         | Despoina Vogasari | 6–0, 6–1              |
| 2013     | Deniz Khazaniuk     | Ester Masuri      | 6–1, 6–1              |
| 2013 (2) | Julija Bejhel'zymer | Kristína Kučová   | 6–3, 4–6, 5–2, ritiro |

### Doppio
| Anno     | Campionesse                               | Finaliste                               | Punteggio        |
| -------- | ----------------------------------------- | --------------------------------------- | ---------------- |
| 2011     | Ofri Lankri Valeria Patiuk                | Lee Or Margarita-Greta Skripnik         | 6-2, 6-1         |
| 2012     | Ester Masuri Ekaterina Tour               | Angelina Gabueva Vladyslava Zanosiyenko | 7–5, 1–6, [10–5] |
| 2013     | Lee Or Rebecca Peterson                   | Saray Sterenbach Ekaterina Tour         | 6–1, 6–2         |
| 2013 (2) | Julija Bejhel'zymer Anastasіja Vasyl'jeva | Başak Eraydın Melis Sezer               | 6–3, 6–3         |